# چیگنیک لاگون، آلاسکا
چیگنیک لاگون (به انگلیسی: Chignik Lagoon) شهری در بخش لیک اند پنینسولا، آلاسکا ایالت آلاسکا است که جمعیت آن در سرشماری سال ۲۰۰۰ میلادی ۱۰۳ نفر بوده‌است.